# گلوکستر (ماساچوست)
گلوکستر(به انگلیسی: Gloucester) شهری در شهرستان اسکس ایالت ماساچوست می‌باشد که در سال ۱۶۴۲ بنیان‌گذاری شده‌است. این شهر در سرشماری سال ۲۰۱۰ میلادی، ۲۸٬۷۸۹ نفر جمعیت داشته‌است.